# A Little More Personal (Raw)
A Little More Personal (Raw) é o segundo álbum de estúdio da cantora e atriz norte-americana, Lindsay Lohan, lançado pela Casablanca Records em 6 de dezembro de 2005. O álbum atingiu a posição #20 na Billboard 200 vendendo 82.000 cópias em sua primeira semana. Inicialmente intitulado There's Only One Angel In Heaven, o álbum, produzido por Kara DioGuardi, Greg Wells, Ben Moody e Butch Walker, apresenta um material mais escuro do que o álbum anterior de Lohan, Speak, lançado em 2004. As sessões de gravação ocorreram em vários locais, incluindo o trailer de Lohan durante as filmagens de Herbie - Meu Fusca Turbinado, onde gravou o primeiro e único single do álbum, Confessions of a Broken Heart (Daughter to Father).
O álbum foi certificado Ouro pela RIAA nos EUA depois de vender mais de 500 mil cópias no país. O álbum não foi tão bem sucedido como Speak. O álbum também foi disco de Ouro em Taiwan por mais de 5 mil cópias vendidas.  No total, o álbum vendeu cerca de 2 milhões de cópias mundialmente.

## Produção
Lohan começou a escrever canções para o álbum, em junho de 2005. Ela disse aos repórteres que o álbum seria mais pessoal do que seu álbum anterior. Lohan co-escreveu sete das doze faixas do álbum com Kara DioGuardi e Greg Wells. Ela também colaborou com Butch Walker, Andreas Carlsson, e Ben Moody em algumas das faixas. A produção do álbum terminou no final de agosto.

## Estilo e temas
O álbum tem um tema mais dark do que seu álbum anterior. O primeiro single, "Confessions of a Broken Heart (Daughter to Father)", lida com seu relacionamento com seu pai. A canção, apesar de não mostrar a sua raiva por ele, mostra que ela ainda quer ter um relacionamento com ele. "Espero que ele veja o que digo na canção, é "eu te amo", tantas vezes, que eu preciso dele e as coisas loucas na minha vida. Espero que ele veja o lado positivo do vídeo em vez do negativo", disse Lohan. Outra canção é "My Innocence ", que também lida com seu relacionamento com ele.
"I Want You to Want Me" e "Edge of Seventeen" são covers de artistas, Cheap Trick e Stevie Nicks. "Fastlane" é sobre as estrelas, que passam por problemas para lidar com a fama. "If It's Alright", "If You Were Me" e "A Little More Personal" são todas canções sobre relacionamentos. "Black Hole" trata de perder alguém próximo a você e tentar conciliar com esse alguém. "I Live for the Day" é o oposto, descrevendo como ela tenta ser distante de alguém. "Who Loves You" é única canção pop no álbum, descrevendo o seu desejo por alguém. "A Beautiful Life (La Bella Vita)", uma faixa dedicada ao seu falecido avô materno, é sobre como ela ama sua vida, embora todos os problemas que tenha sofrido.

## Recepção da critica
| Críticas profissionais | Críticas profissionais |
| Pontuações agregadas   | Pontuações agregadas   |
| Fonte                  | Avaliação              |
| ---------------------- | ---------------------- |
| Metacritic             | (50/100)               |
| Avaliações da crítica  |                        |
| Fonte                  | Avaliação              |
| allmusic               | [ 5 ]                  |
| Entertainment Weekly   | B−                     |
| Los Angeles Times      | 1.5 de 4 estrelas.     |
| The New York Times     | Mista                  |
| PopMatters             | 3 de 10 estrelas.      |
| Rolling Stone          | [ 6 ]                  |
| Slant Magazine         | 2.5 de 5 estrelas.     |

A Little More Personal (Raw) recebeu críticas mistas dos especialistas em música. O álbum contém uma pontuação de 50/100 baseado em 9 comentários, de acordo com o Metacritic. Stephen Thomas Erlewine do AllMusic deu ao álbum três estrelas de cinco, dizendo: "Lindsay Lohan explicita claramente sua ambição no título de seu segundo álbum - A Little More Personal (Raw) - ela está se distanciando de seu álbum de estreia, Speak, cavando fundo em seu próprio coração, deixando sentimentos inundarem por todas as paginas". Erlewine também afirmou que o álbum "está longe de ser totalmente bem sucedido, é um intrigante mash-up do coração e do comércio, e com isso sugere algo que Speak não conseguiu: Lindsay Lohan pode ter uma real visão artística como cantora, que é de fato um enorme passo em sua carreira". Leah Greenblatt do Entertainment Weekly disse que "como tantos discos de música pop atualmente, Personal tem mais de sua parcela de enchimento, e como todos os adolescentes, Lohan contradiz a si mesma. [...] Talvez a vulnerabilidade de Personal seja calculada, e sua crueza um equívoco, ou talvez ela esteja realmente se abrindo. Nós provavelmente nunca saberemos. Lindsay pode não estar mais na beira dos 17, mas, tendo 19, problematica, e ridiculamente famosa, isso ser muito profundo, então solte-a e deixe-a sangrar - só um pouco."
Brian Hiatt da Rolling Stone disse que Lohan "comete um erro fatal em seu segundo álbum: Ela tenta, meio que se expressar", enquanto um critico do Los Angeles Times também deu ao álbum uma crítica negativa, afirmando que, "no álbum quase que inteiro, [Lohan] soa como qualquer outro adolescente auto-destrutivo, ansiando por ser uma Alanis, Gwen e até mesmo Stevie Nicks." Whitney Strub do PopMatters afirmou, "o que se pode esperar de um álbum que promete entregar algo mais pessoal, mas inclui letras, declarando: “no one knows how I feel inside/And I’m keeping it that way” (de “Fastlane”)?", e comentando que "com A Little More Personal, Lindsay Lohan nos lembra que, apesar de tais flores, pop ainda tem potencial para subir nas paradas enquanto combinando suavidade e banalidade". Sal Cinquemani da Slant Magazine considerou A Little More Personal (Raw) "mais consistente do que o seu antecessor, e não é um pessimo disco a se ouvir, mas que depois de todos os pesares, não há muito de carne nesses ossos".

## Desempenho comercial
A Little More Personal (Raw) estreou em #20 na Billboard 200 no dia 24 de dezembro de 2005 com vendas de 82 mil cópias, e permaneceu na parada por sete semanas. O álbum estreou na mesma semana também em numero #20 nas tabelas de álbuns digitais da Billboard, saindo da parada na semana seguinte. A Little More Personal (Raw) foi certificado Ouro nos Estados Unidos pela RIAA depois de vender mais 500 mil cópias no pais. Também foi certificado Ouro em Taiwan.

## Singles
"Confessions of a Broken Heart (Daughter to Father)" foi lançado como o primeiro single do álbum em 30 de setembro de 2005. Foi a primeira música de Lohan a entrar nas paradas americanas da Billboard Hot 100, atingindo a posição #57. O vídeo da música fez muito sucesso na MTV's Total Request Live, onde chegou ao número #1.
Originalmente, Lohan queria "Who Loves You" como o segundo single do álbum. Em vez disso, "I Live for the Day" foi lançado em 13 de janeiro de 2006 como o segundo single apenas na Austrália. Alcançou a posição #2 na Billboard E.U. MuzeTunes na sua data de abertura, e a posição #27 na Austrália ARIA Charts.
Um terceiro single foi anunciado, "Fastlane", que seria a música tema do filme de Lohan, "Just My Luck". A canção apareceu no trailer do filme, mas não entrou para a trilha. Não foi lançada como o terceiro single e todos os singles mais tarde foram cancelados. Assim, a divulgação do álbum terminou.

## Faixas
| A Little More Personal (Raw) |                                                      |                                                         |                        |         |  |
| N.º                          | Título                                               | Compositor(es)                                          | Produtor(es)           | Duração |  |
| 1.                           | "Confessions of a Broken Heart (Daughter to Father)" | Lindsay Lohan Kara DioGuardi Greg Wells                 | Wells DioGuardi        | 3:41    |  |
| 2.                           | "Black Hole"                                         | DioGuardi Louise Goffin Wells                           | Wells DioGuardi        | 4:02    |  |
| 3.                           | "I Live for the Day"                                 | Desmond Child Andreas Carlsson Ethan Mentzer Ben Romans | Wells DioGuardi        | 3:10    |  |
| 4.                           | "I Want You to Want Me"                              | Rick Nielsen                                            | DioGuardi Butch Walker | 3:09    |  |
| 5.                           | "My Innocence"                                       | Lohan DioGuardi Wells                                   | Wells DioGuardi        | 4:19    |  |
| 6.                           | "A Little More Personal"                             | Lohan DioGuardi Walker                                  | Walker DioGuardi       | 2:59    |  |
| 7.                           | "If It's Alright"                                    | Lohan DioGuardi Walker                                  | DioGuardi Walker       | 4:07    |  |
| 8.                           | "If You Were Me"                                     | Lohan DioGuardi Wells                                   | Wells DioGuardi        | 2:55    |  |
| 9.                           | "Fastlane"                                           | Lohan Ben Moody Mitch Allan DioGuardi                   | Moody                  | 3:23    |  |
| 10.                          | "Edge of Seventeen"                                  | Stevie Nicks                                            | Moody                  | 4:22    |  |
| 11.                          | "Who Loves You"                                      | DioGuardi Wells                                         | Wells DioGuardi        | 3:50    |  |
| 12.                          | "A Beautiful Life (La Bella Vita)"                   | Lohan Michelle Lewis Charlton Pettus DioGuardi          | Wells DioGuardi        | 3:28    |  |

## Arte do Álbum
A capa do álbum apresenta um símbolo chinês 生 (Pinyin: Sheng; Cantonês: Sang), que significa "cru", há vários outros significados dependendo do contexto, incluindo a "vida" e "dar à luz".

## Informações
A música "Black Hole" foi enviada a Kelly Clarkson para entrar em seu terceiro álbum, My December (2007), mas ela recusou. A faixa "A Beautiful Life" deste álbum, é destaque na trilha sonora da série americana The Hills.

## Desempenho nas tabelas musicais

### Posições
| Chart (2005/2006)                | Posição |
| -------------------------------- | ------- |
| Estados Unidos - Billboard 200   | 20      |
| Austrália - ARIA Charts          | 88      |
| Japão - Oricon                   | 44      |
| Canadá - (Canadian Albums Chart) | 23      |

### Certificações
| País (Empresa)        | Certificação |
| --------------------- | ------------ |
| Estados Unidos (RIAA) | Ouro         |